# 사비 시몬스
사비에르 쿠엔틴 셰이 시몬스 (Xavier Quentin Shay Simons, 2003년 4월 21일 ~ )는 네덜란드의 축구 선수이며, 분데스리가의 RB 라이프치히에서 미드필더로 뛰고 있다.

## 국가대표 경력
- 2022 월드컵 국가대표
- 2024 유로 국가대표

## 출전 통계
| 클럽          | 시즌    | 출전 | 득점 | 도움 |
| ------------- | ------- | ---- | ---- | ---- |
| 파리 생제르맹 | 2020-21 | 2    | 0    | 0    |
| 파리 생제르맹 | 2021-22 | 9    | 0    | 1    |
| PSV           | 2022-23 | 48   | 22   | 12   |
| 라이프치히    | 2023-24 | 43   | 10   | 14   |
| 라이프치히    | 2024-25 | 11   | 3    | 2    |

## 수상

#### 파리 생제르맹
- 리그 1 : 2021-22
- 쿠프 드 프랑스 : 2020-21

#### PSV
- KNVB컵 : 2022-23
- 네덜란드 슈퍼컵 : 2022

#### RB 라이프치히
- DFL 슈퍼컵 : 2023

### 개인
- 에레디비시 득점왕 : 2022-23
- 에레디비시 이 달의 선수 2회
- 네덜란드 올해의 선수 : 2022-23
- 분데스리가 이 달의 골 2회
- 분데스리가 이 달의 루키 2회
- VDV 올해의 팀 : 2023-24